# Metka Sparavec
Metka Sparavec, née le 9 décembre 1978 à Maribor, est une nageuse slovène.

## Carrière
Metka Sparavec participe aux Jeux olympiques de 1996 à Atlanta, s'engageant sur le 50 mètres nage libre et le 100 mètres nage libre, sans atteindre de finale. Elle est médaillée d'argent du 50 mètres nage libre aux Jeux méditerranéens de 1997 à Bari. Aux Championnats d'Europe de natation 1999 à Istanbul, elle obtient la médaille de bronze du 50 mètres dos ; elle est cette année-là nommée sportive slovène de l'année.